# Tribulocarpus dimorphanthus
Tribulocarpus dimorphanthus är en isörtsväxtart som först beskrevs av Ferdinand Albin Pax, och fick sitt nu gällande namn av Spencer Le Marchant Moore. Tribulocarpus dimorphanthus ingår i släktet Tribulocarpus och familjen isörtsväxter. Inga underarter finns listade i Catalogue of Life.